# Chuniaoia
Chuniaoia is een klade van dinosauriërs. Het gebruik van deze naam is erg omstreden. 
In 2001 droegen de Chinese paleontologen Ji Qiang and Ji Shu-an bij aan het Ostrom Symposium met een artikel waarin ze een cladogram gaven van Maniraptora. In dat cladogram indiceerden ze vele afsplitsingspunten met nieuwe kladenamen, zonder er een definitie bij te geven. Eén daarvan was de kladenaam Chuniaoia, van onzekere etymologie, voor de tak, opgevat als een zustergroep van Aves, die naar Protarchaeopteryx leidt. Tot nu toe is er geen definitie van Chuniaoia gegeven, maar men zou het cladogram kunnen lezen als implicerende dat de definitie van Chuniaoia zou zijn: "Alle soorten nauwer verwant aan Protarchaeopteryx dan aan Aves".
Hoewel de naam eerst weinig betekenis had, veranderde dit enige jaren geleden toen duidelijk werd dat Protarchaeopteryx in plaats van dicht bij de afkomst van de vogels te staan, vermoedelijk een basaal lid van de Oviraptorosauria was. Omdat sommigen een hekel hadden aan een omschrijving als "basale oviraptorosauriër" begon nu Chuniaoia met deze inhoud gebruikt te worden, die dus afwijkt van de oorspronkelijke, die volgens de oude geïmpliceerde definitie niets anders zou zijn dan een synoniem voor Oviraptorosauria. Dit gebruik wordt nog dubieuzer als men, zoals tegenwoordig wel gebeurt, er ook Incisivosaurus aan toevoegt, hoewel de onderlinge verwantschap met Protarchaeopteryx onvoldoende bekend is om ervan uit te gaan dat beide soorten samen een klade vormden, apart van de rest van Oviraptorosauria; het lijkt er dus op dat het de feitelijke functie heeft van een informele naam voor een parafyletische groep in plaats van een monofyletische klade.